# Élections générales péruviennes de 2011
Les élections générales péruviennes de 2011 ont eu lieu le 10 avril 2011, pour désigner le président de la République et ses vice-présidents, ainsi que les 130 députés au Congrès de la République pour la période 2011-2016. Le second tour de la présidentielle a eu lieu le 5 juin et l'élection a été remportée par Ollanta Humala.

## Postes à pourvoir
Les élections concernent les postes suivants :
- Élection présidentielle :
  - Président de la République
  - Premier et second vice-président de la République
- Élections législatives :
  - 130 députés au Congrès de la République
- Élection des représentants auprès du Parlement andin
  - 5 parlementaires et 10 suppléants au Parlement andin

Les parlementaires prêtent serment et entre en fonction le 26 juillet 2011. La cérémonie d'investiture du président et des vice-présidents a lieu elle le 28 juillet.

### Système électoral des législatives
Le Congrès de la République est un parlement unicaméral doté de 130 sièges pourvus pour cinq ans au scrutin proportionnel plurinominal dans 25 circonscription électoraleplurinominales. Les sièges sont répartis selon la méthode d'Hondt au quotient simple, sans seuil électoral. Les électeurs ont également la possibilité d'effectuer jusqu'à deux votes préférentiels pour des candidats de la liste choisie afin de faire monter leurs places dans celle-ci,,.
Le vote est obligatoire de 18 à 70 ans. Les élections ont traditionnellement lieu en avril pour une mise en place de la nouvelle législature en juillet.

## Convocation
Le 4 décembre 2010, les élections générales sont convoquées par le décret suprême no 195-2010, signé par le président de la République, Alan García Pérez.
Les partis politiques et les alliances électorales doivent déposer leur candidature devant le Jury national des élections (JNE), organisme indépendant chargé du bon déroulement du processus électoral, dans un délai d’au moins six mois avant les élections.

## Candidats à la présidence
Cette liste comprend les candidatures de tous les partis politiques se présentant aux élections générales de 2011.
| Parti ou groupe politique | Candidat présidentiel   | Candidat à la 1re vice-présidence | Candidat à la 2e vice-présidence |
| --- | ----------------------- | --------------------------------- | -------------------------------- |
| Alianza Perú Posible - Pérou possible (Perú Posible) - Partido Democrático Somos Perú - Action populaire (Acción Popular) | Alejandro Toledo        | Carlos Bruce (es)                 | Javier Reátegui                  |
| Alianza por el Gran Cambio - Alliance pour le Progrès (Alianza para el Progreso) - Parti humaniste (Partido Humanista) - Parti populaire chrétien (Partido Popular Cristiano) - Restauration nationale (Restauración Nacional)                                                                                                | Pedro Pablo Kuczynski   | Máximo San Román                  | Marisol Pérez Tello              |
| Alianza Solidaridad Nacional - Changement 90 (es) (Cambio 90) - Solidarité nationale (Solidaridad Nacional) - Toujours ensemble (Siempre Unidos) - Union pour le Pérou (Unión por el Perú) | Luis Castañeda Lossio   | Augusto Ferrero Costa             | Carmen Rosa Núñez                |
| Fuerza 2011 - Fuerza 2011 (Fuerza 2011) - Rénovation nationale (Renovación Nacional) | Keiko Fujimori          | Rafael Rey                        | Jaime Yoshiyama                  |
| Alianza Gana Perú - Parti nationaliste péruvien (Partido Nacionalista Peruano) - Parti socialiste (es) (Partido Socialista) - Parti communiste (Partido Comunista del Perú) - Parti socialiste révolutionnaire (Partido Socialista Revolucionario) - Mouvement politique voix socialiste (Movimiento Político Voz Socialista) | Ollanta Humala          | Marisol Espinoza                  | Omar Chehade                     |
| Justicia, Tecnología, Ecología | Humberto Pinazo         | Wilson Barrantes                  | Víctor Girao                     |
| Réveil national | Ricardo Noriega         | Martina Portocarrero              | Roberto Villar                   |
| Parti Fonaviste du Pérou | José Ñique de la Puente | Andrés Alcántara                  | Cecilia Grados Guerrero          |
| Fuerza Nacional | Juliana Reymer          | Julio Macedo                      | Sergio Gallardo                  |
| Parti politique Adelante | Rafael Belaúnde Aubry   | Luis Destefano                    | Sixto Vilcas                     |

## Sondages
| Date       | Source      | Keiko Fujimori | Alejandro Toledo | Ollanta Humala | Pedro Pablo Kuczynski | Luis Castañeda Lossio |
| ---------- | ----------- | -------------- | ---------------- | -------------- | --------------------- | --------------------- |
| 01/2010    | Ipsos Apoyo | 18 %           | 9 %              | 15 %           | 3 %                   | 23 %                  |
| 02/2010    | Ipsos Apoyo | 21 %           | 9 %              | 13 %           | -                     | 22 %                  |
| 03/2010    | Ipsos Apoyo | 20 %           | 11 %             | 12 %           | -                     | 20 %                  |
| 04/2010    | Ipsos Apoyo | 18 %           | 12 %             | 14 %           | 2 %                   | 22 %                  |
| 05/2010    | Ipsos Apoyo | 18 %           | 13 %             | 13 %           | 2 %                   | 22 %                  |
| 06/2010    | Ipsos Apoyo | 22 %           | 12 %             | 13 %           | 2 %                   | 21 %                  |
| 07/2010    | Ipsos Apoyo | 22 %           | 14 %             | 12 %           | 2 %                   | 20 %                  |
| 08/2010    | Ipsos Apoyo | 20 %           | 14 %             | 12 %           | 2 %                   | 20 %                  |
| 08/2010    | Datum       | 20 %           | 14 %             | 12 %           | -                     | 19 %                  |
| 08/2010    | Imasen      | 19,7 %         | 12,1 %           | 13,6 %         | 1,7 %                 | 20,2 %                |
| 09/2010    | CPI         | 19,6 %         | 14,6 %           | 9,8 %          | 1,2 %                 | 23,1 %                |
| 09/2010    | Datum       | 23 %           | 14 %             | 12 %           | 2 %                   | 21 %                  |
| 09/2010    | Ipsos Apoyo | 24 %           | 16 %             | 14 %           | 2 %                   | 19 %                  |
| 09/2010    | IMA         | 25,2 %         | 19,3 %           | 11,8 %         | -                     | 20,1 %                |
| 10/2010    | Datum       | 24 %           | 16 %             | 11 %           | 1 %                   | 26 %                  |
| 10/2010    | Ipsos Apoyo | 23 %           | 16 %             | 11 %           | 2 %                   | 24 %                  |
| 11/2010    | CPI         | 19,6 %         | 20,5 %           | 8 %            | 1,2 %                 | 24,1 %                |
| 11/2010    | Ipsos Apoyo | 20 %           | 20 %             | 10 %           | 3 %                   | 24 %                  |
| 11/2010    | Idice       | 20,8 %         | 20,7 %           | 13,7 %         | 1,9 %                 | 23 %                  |
| 12/2010    | IOP         | 22 %           | 22 %             | 9 %            | 1 %                   | 25 %                  |
| 12/2010    | Datum       | 22 %           | 26 %             | 10 %           | 2 %                   | 21 %                  |
| 12/2010    | IMA         | 22,8 %         | 28,6 %           | 9,1 %          | -                     | 21 %                  |
| 12/2010    | CPI         | 19,3 %         | 22 %             | 9,8 %          | 3,3 %                 | 24,6 %                |
| 12/2010    | Ipsos Apoyo | 20 %           | 23 %             | 11 %           | 5 %                   | 23 %                  |
| 12/2010    | IMA         | 17,4 %         | 27,3 %           | 10,1 %         | 5,8 %                 | 22,8 %                |
| 01/2011    | Datum       | 20 %           | 27 %             | 10 %           | 4 %                   | 22 %                  |
| 01/2011    | CPI         | 18,8 %         | 25,2 %           | 11,7 %         | 5 %                   | 22,2 %                |
| 01/2011    | Ipsos Apoyo | 22 %           | 27 %             | 10 %           | 5 %                   | 19 %                  |
| 01/2011    | Imasen      | 20,3 %         | 30,7 %           | 12,1 %         | 5 %                   | 21,3 %                |
| 02/2011    | IOP         | 20,3 %         | 28,6 %           | 12 %           | 3,6 %                 | 17,5 %                |
| 02/2011    | Datum       | 20 %           | 30 %             | 10 %           | 5 %                   | 19 %                  |
| 02/2011    | CPI         | 17,6 %         | 30,2 %           | 10,4 %         | 4,3 %                 | 20,2 %                |
| 02/2011    | Ipsos Apoyo | 22 %           | 28 %             | 12 %           | 6 %                   | 18 %                  |
| 02/2011    | IMA         | 20,7 %         | 36,5 %           | 11 %           | 4,4 %                 | 19,9 %                |
| 02/2011    | Datum       | 19 %           | 28 %             | 11 %           | 5 %                   | 19 %                  |
| 02/2011    | Ipsos Apoyo | 21 %           | 28 %             | 14 %           | 6 %                   | 17 %                  |
| 02/2011    | CPI         | 18,8 %         | 28,4 %           | 13,4 %         | 6,4 %                 | 20,1 %                |
| 03/2011    | Datum       | 18 %           | 29 %             | 13 %           | 7 %                   | 18 %                  |
| 03/2011    | Imasen      | 19,2 %         | 30 %             | 14,1 %         | 6,4 %                 | 19,6 %                |
| 03/2011    | IOP         | 19,3 %         | 26,6 %           | 15,5 %         | 10,6 %                | 17,3 %                |
| 03/14/2011 | Ipsos Apoyo | 19 %           | 26 %             | 15 %           | 9 %                   | 17 %                  |
| 03/21/2011 | Ipsos Apoyo | 19 %           | 23 %             | 17 %           | 14 %                  | 14 %                  |
| 03/20/2011 | Datum       | 17 %           | 20,2 %           | 18,5 %         | 12,7 %                | 15,5 %                |
| 03/21/2011 | CPI         | 20 %           | 20,5 %           | 15,7 %         | 14,9 %                | 17 %                  |
| 03/25/2011 | Datum       | 16,1 %         | 19,4 %           | 17,6 %         | 17,5 %                | 15,5 %                |
| 03/27/2011 | CPI         | 19 %           | 18,6 %           | 21,2 %         | 16,1 %                | 15,5 %                |
| 03/27/2011 | Ipsos Apoyo | 22,3 %         | 21,6 %           | 22,8 %         | 15,8 %                | 15 %                  |
| 03/31/2011 | Imasen      | 17,6 %         | 23,9 %           | 21,9 %         | 16,9 %                | 13,8 %                |
| 04/01/2011 | Datum       | 16,4 %         | 17,4 %           | 21,4 %         | 17,5 %                | 12,6 %                |
| 04/03/2011 | Ipsos Apoyo | 20,5 %         | 18,5 %           | 27,2 %         | 18,1 %                | 12,8 %                |
| 04/03/2011 | CPI         | 19,1 %         | 19,6 %           | 28,7 %         | 17,8 %                | 14,0 %                |
| 04/03/2011 | Imasen      | 18,2 %         | 20 %             | 25 %           | 16,5 %                | 11,6 %                |

## Débats
| Date         | Organisateur                       | Lieu                       | Animateur           | Sujet                                                                | Notes                                                    |
| ------------ | ---------------------------------- | -------------------------- | ------------------- | -------------------------------------------------------------------- | -------------------------------------------------------- |
| 3 mars 2011  | El Comercio                        | Siège de El Comercio, Lima | Juan Paredes Castro | Éducation, sécurité, inclusion sociale et des problématiques libres. | Les onze candidats ont exposé leurs projets politiques,. |
| 13 mars 2011 | Jurado Nacional de Elecciones (es) | Collège des médecins, Lima | Federico Salazar    | Sujets variés                                                        |                                                          |
| 3 avril 2011 | Asociación Civil Transparencia     | Hôtel Sheraton, Lima       | José María Salcedo  | Pauvreté et sécurité                                                 | Les cinq principaux candidats y ont participé.           |

## Financement illégal: pots-de-vin et narcotrafic
L’Agence antidrogue des États-Unis (DEA) enquête à partir de 2016 sur le secrétaire général du parti Force populaire, Joaquin Ramirez, pour blanchiment d'argent. Ce dernier a reconnu avoir lavé 15 millions de dollars provenant du narcotrafic pour la campagne présidentielle de Keiko Fujimori.
En 2018, l’ancien directeur d’Odebrecht à Lima, Jorge Barata, indique que l'entreprise a financé la campagne de Keiko Fujimori à hauteur de 1,2 million de dollars.